# Smithophis
Smithophis is een geslacht van slangen uit de familie toornslangachtigen en de onderfamilie waterslangen (Natricinae).

## Naam en indeling
De wetenschappelijke naam van de groep werd voor het eerst voorgesteld door Varad B. Giri, David J. Gower, Abhijit Das, H.T. Lalremsanga, Samuel Lalronunga, Ashok Captain en V. Deepak in 2019. Er zijn vier soorten, inclusief de pas in 2020 beschreven soorten Smithophis arunachalensis en Smithophis linearis. 
De wetenschappelijke geslachtsnaam Smithophis betekent vrij vertaald slangen van Smith (ophis = slang) en is een eerbetoon aan Malcolm A. Smith (1875 – 1958), die veel heeft bijgedragen aan de herpetologie van Azië.

## Verspreidingsgebied
De soorten komen voor in delen van Azië en leven in de landen India, Myanmar en China.

### Soorten
Het geslacht omvat de volgende soorten, met de auteur en het verspreidingsgebied.
| Naam                      | Auteur                                                            | Verspreidingsgebied   |
| ------------------------- | ----------------------------------------------------------------- | --------------------- |
| Smithophis arunachalensis | Das, Deepak, Captain Wade, & Gower, 2020                          | India                 |
| Smithophis atemporalis    | Giri, Gower, Das, Lalremsanga, Lalronunga, Captain & Deepak, 2019 | India                 |
| Smithophis bicolor        | Blyth, 1854                                                       | India, Myanmar, China |
| Smithophis linearis       | Vogel, Chen, Deepak, Gower, Shi, Ding & Hou, 2020                 | China                 |